# Saint-Prest
Saint-Prest [sɛ̃ pʁɛ] est une commune française située dans le département d'Eure-et-Loir en région Centre-Val de Loire.
Les habitants de la commune sont les Saint-Prestois et Saint-Prestoises.
Connu pour son site paléontologique, dans lequel des fossiles d'animaux préhistoriques portant des traces de travail humain ont été retrouvés, ce village de la vallée de l’Eure, situé au nord-est de Chartres, s’intègre progressivement dans la banlieue résidentielle de la préfecture eurélienne.

## Géographie

### Situation
Saint-Prest est située dans la vallée de l'Eure, à environ sept kilomètres au nord-est de Chartres.

Situation géographique
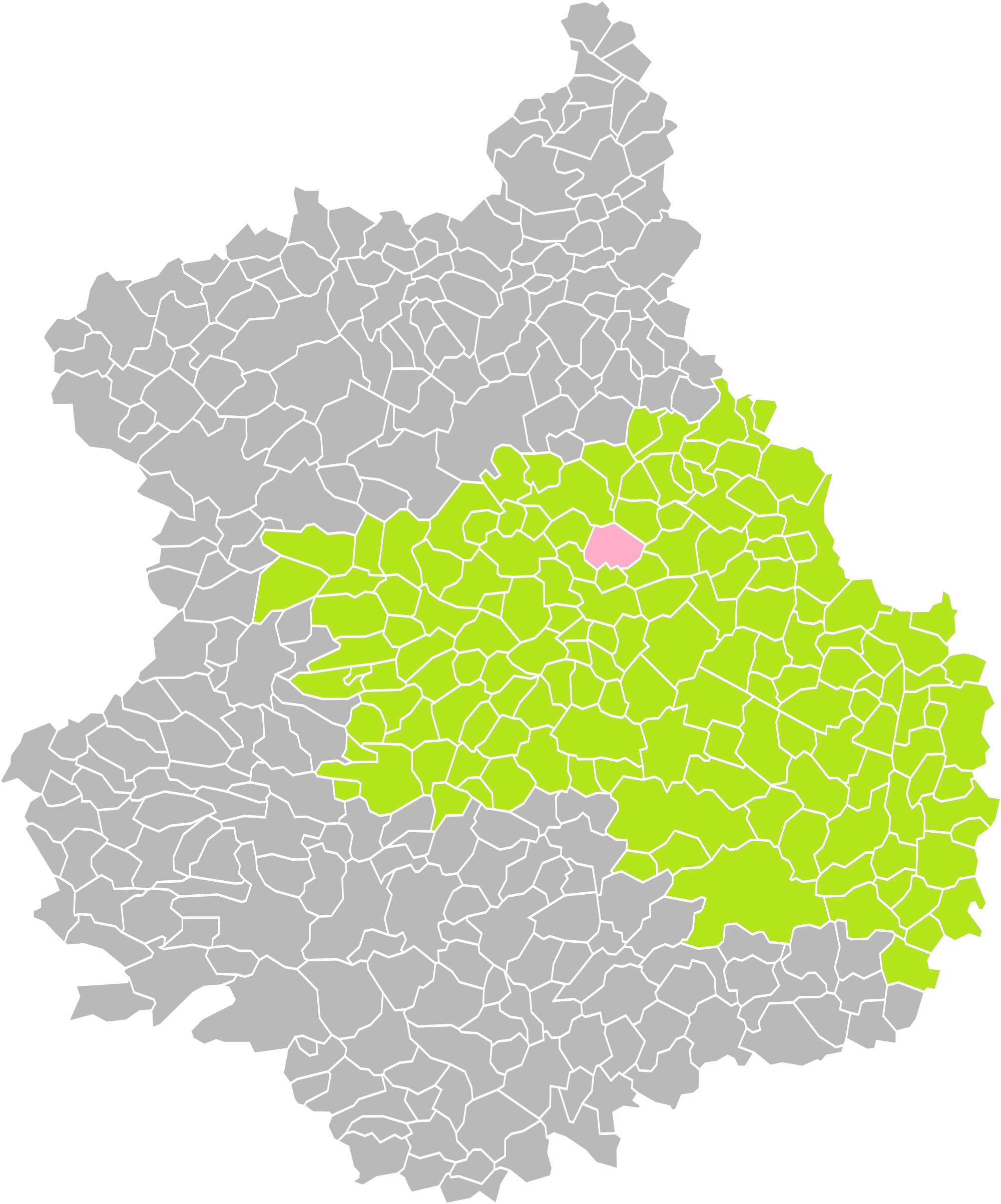
Saint-Prest dans son arrondissement.
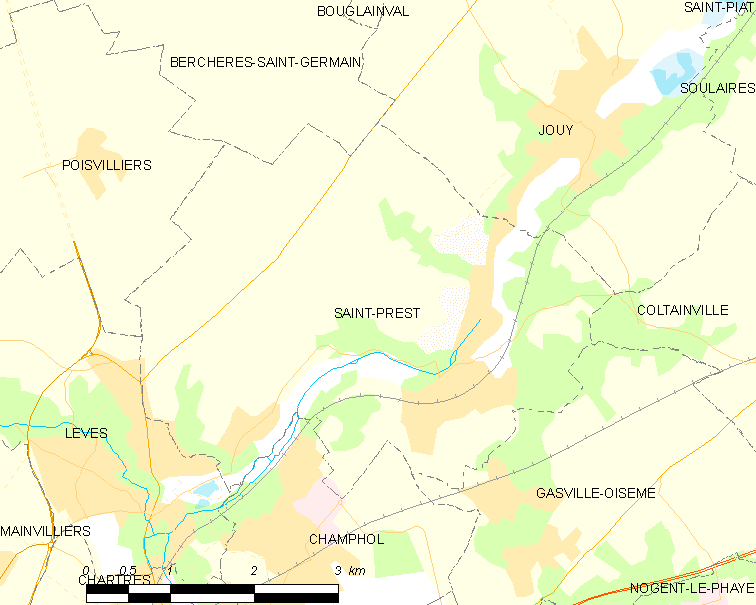
Carte de la commune de Saint-Prest.

### Communes limitrophes
| Berchères-Saint-Germain |             | Jouy            |
| Poisvilliers            | Saint-Prest | Coltainville    |
| Lèves                   | Champhol    | Gasville-Oisème |

### Lieux-dits et écarts
Le territoire de Saint-Prest comprend plusieurs hameaux, dont les principaux sont : la Villette, le Gorget, la Forte-Maison, les Moulins-Neufs, la Roche, les Falaises et la Pierre-Percée.

### Hydrographie
La commune est entièrement traversée par le cours de l'Eure, sur une longueur d'à peu près 5,2 km dont 800 m environ comme limite séparative avec la commune de Champhol. Sur ce parcours, l'Eure reçoit à droite, un affluent de peu d'importance, drainage de la grande plaine de Beauce, qui prend sa source à Sours et vient se perdre dans la rivière, en face du village de Saint-Prest en aval du moulin de Plateau. Ce petit cours d'eau est connu à Saint-Prest sous le nom de rivière d'Oisème ou Souriette, il porte aussi le nom de Roguenette ou Raguenette, à cause d'un moulin détruit depuis longtemps, qui se trouvait à l'extrémité de la commune.
Le pont de Falaise (1374-1454, premières dates de citation) est l'un des ponts de la commune qui franchit l'Eure.

### Relief et géologie
Sur l'étendue de la commune, les paysages varient de la plaine de Beauce couverte de cultures à la vallée boisée en passant par des pentes pierreuses. Dans ce paysage, le point culminant est atteint près de Poisvilliers avec 165 m d'altitude. Les sols du village, composés majoritairement de calcaire, d'argile et de silex ont permis une érosion naturelle où l'Eure a creusé son lit et créé la vallée dont le fond est recouvert de sédiments.

### Voies de communication et transports

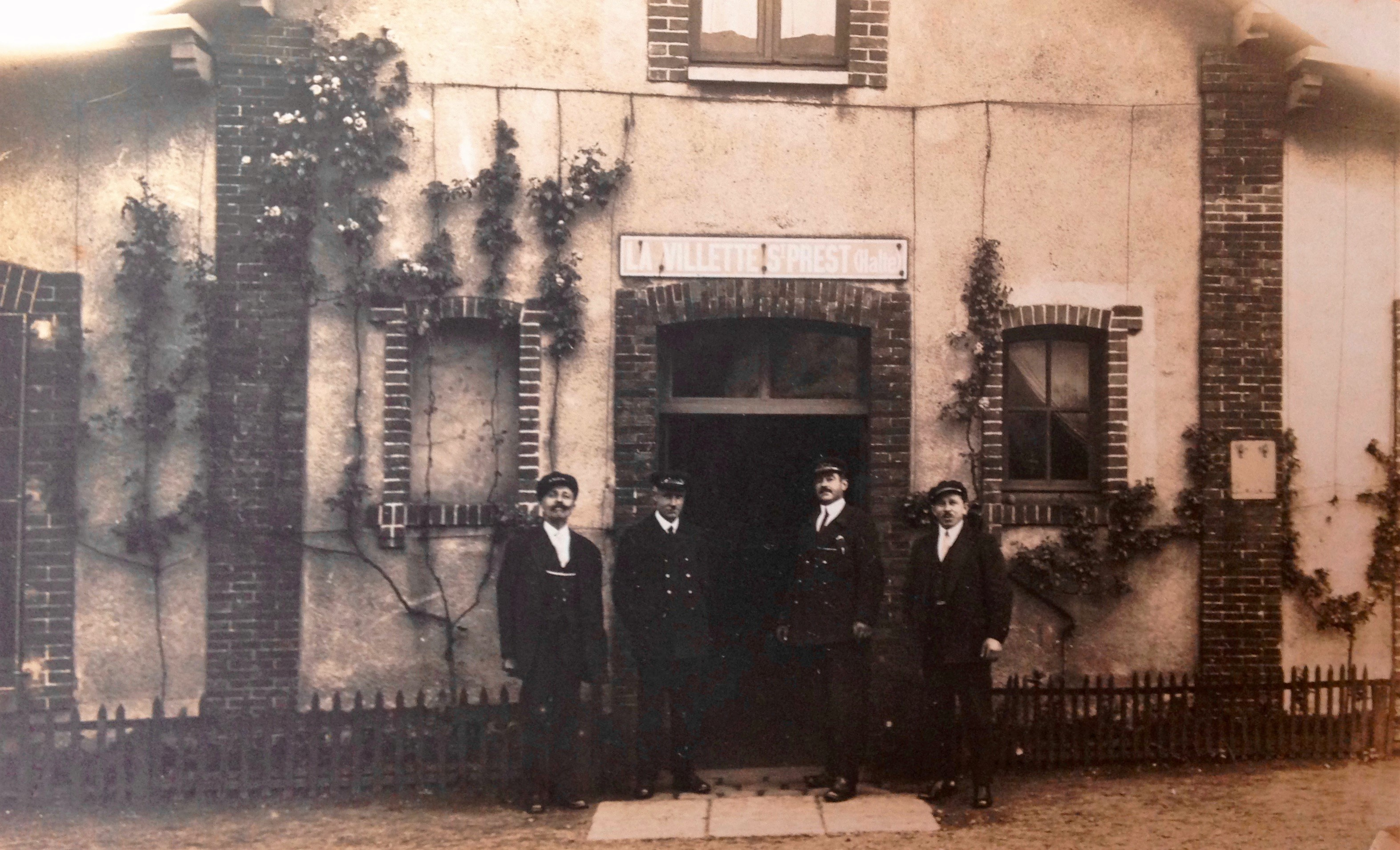
Halte de La Villette-Saint-Prest, années 1920.

Depuis 1849, la commune bénéficie d'une halte ou d'une gare SNCF sur la ligne de Paris-Montparnasse à Brest.

### Climat
Pour des articles plus généraux, voir Climat du Centre-Val de Loire et Climat d'Eure-et-Loir.
En 2010, le climat de la commune est de type climat océanique dégradé des plaines du Centre et du Nord, selon une étude du CNRS s'appuyant sur une série de données couvrant la période 1971-2000. En 2020, Météo-France publie une typologie des climats de la France métropolitaine dans laquelle la commune est exposée à un climat océanique altéré et est dans la région climatique Sud-ouest du bassin Parisien, caractérisée par une faible pluviométrie, notamment au printemps (120 à 150 mm) et un hiver froid (3,5 °C).
Pour la période 1971-2000, la température annuelle moyenne est de 10,5 °C, avec une amplitude thermique annuelle de 14,7 °C. Le cumul annuel moyen de précipitations est de 565 mm, avec 10,1 jours de précipitations en janvier et 7,7 jours en juillet. Pour la période 1991-2020, la température moyenne annuelle observée sur la station météorologique de Météo-France la plus proche, « Chartres », sur la commune de Champhol à 3 km à vol d'oiseau, est de 11,4 °C et le cumul annuel moyen de précipitations est de 606,1 mm,. Pour l'avenir, les paramètres climatiques de la commune estimés pour 2050 selon différents scénarios d'émission de gaz à effet de serre sont consultables sur un site dédié publié par Météo-France en novembre 2022.
| Mois                                  | jan.             | fév.           | mars          | avril           | mai             | juin           | jui.           | août          | sep.           | oct.            | nov.           | déc.             | année      |
| ------------------------------------- | ---------------- | -------------- | ------------- | --------------- | --------------- | -------------- | -------------- | ------------- | -------------- | --------------- | -------------- | ---------------- | ---------- |
| Température minimale moyenne (°C)     | 1,8              | 1,5            | 3,4           | 5,1             | 8,5             | 11,6           | 13,5           | 13,4          | 10,5           | 8               | 4,5            | 2,2              | 7          |
| Température moyenne (°C)              | 4,3              | 4,8            | 7,8           | 10,3            | 13,8            | 17             | 19,4           | 19,4          | 15,9           | 12,1            | 7,6            | 4,8              | 11,4       |
| Température maximale moyenne (°C)     | 6,9              | 8,2            | 12,2          | 15,6            | 19              | 22,5           | 25,2           | 25,3          | 21,4           | 16,2            | 10,6           | 7,3              | 15,9       |
| Record de froid (°C) date du record   | −18,4 17.01.1985 | −15 24.02.1963 | −11 01.03.05  | −4,9 04.04.1973 | −1 01.05.1945   | 1,4 02.06.1962 | 0,9 30.07.1928 | 3 17.08.1927  | 0,5 22.09.1928 | −5,4 28.10.1931 | −11,3 30.11.10 | −14,2 29.12.1964 | −18,4 1985 |
| Record de chaleur (°C) date du record | 16,1 27.01.03    | 20,5 27.02.19  | 24,8 31.03.21 | 28,2 18.04.1949 | 31,4 16.05.1945 | 37,2 18.06.22  | 41,4 25.07.19  | 39,6 06.08.03 | 35,5 08.09.23  | 29,8 02.10.23   | 20,9 07.11.15  | 17 06.12.1979    | 41,4 2019  |
| Ensoleillement (h)                    | 635              | 876            | 1 403         | 1 836           | 2 087           | 2 215          | 2 303          | 220           | 1 811          | 1 184           | 724            | 601              | 17 874     |
| Précipitations (mm)                   | 49,9             | 41,5           | 43,5          | 44,6            | 55,3            | 51,5           | 51             | 47,7          | 46             | 58,4            | 56             | 60,7             | 606,1      |

## Urbanisme

### Typologie
Au 1er janvier 2024, Saint-Prest est catégorisée ceinture urbaine, selon la nouvelle grille communale de densité à 7 niveaux définie par l'Insee en 2022.
Elle appartient à l'unité urbaine de Jouy, une agglomération intra-départementale dont elle est ville-centre,. Par ailleurs la commune fait partie de l'aire d'attraction de Chartres, dont elle est une commune de la couronne,. Cette aire, qui regroupe 117 communes, est catégorisée dans les aires de 50 000 à moins de 200 000 habitants,.

### Occupation des sols
L'occupation des sols de la commune, telle qu'elle ressort de la base de données européenne d’occupation biophysique des sols Corine Land Cover (CLC), est marquée par l'importance des territoires agricoles (72,2 % en 2018), en diminution par rapport à 1990 (73,6 %). La répartition détaillée en 2018 est la suivante : 
terres arables (62,8 %), forêts (18,6 %), zones urbanisées (9,1 %), prairies (6,4 %), zones agricoles hétérogènes (3 %). L'évolution de l’occupation des sols de la commune et de ses infrastructures peut être observée sur les différentes représentations cartographiques du territoire : la carte de Cassini (XVIIIe siècle), la carte d'état-major (1820-1866) et les cartes ou photos aériennes de l'IGN pour la période actuelle (1950 à aujourd'hui).

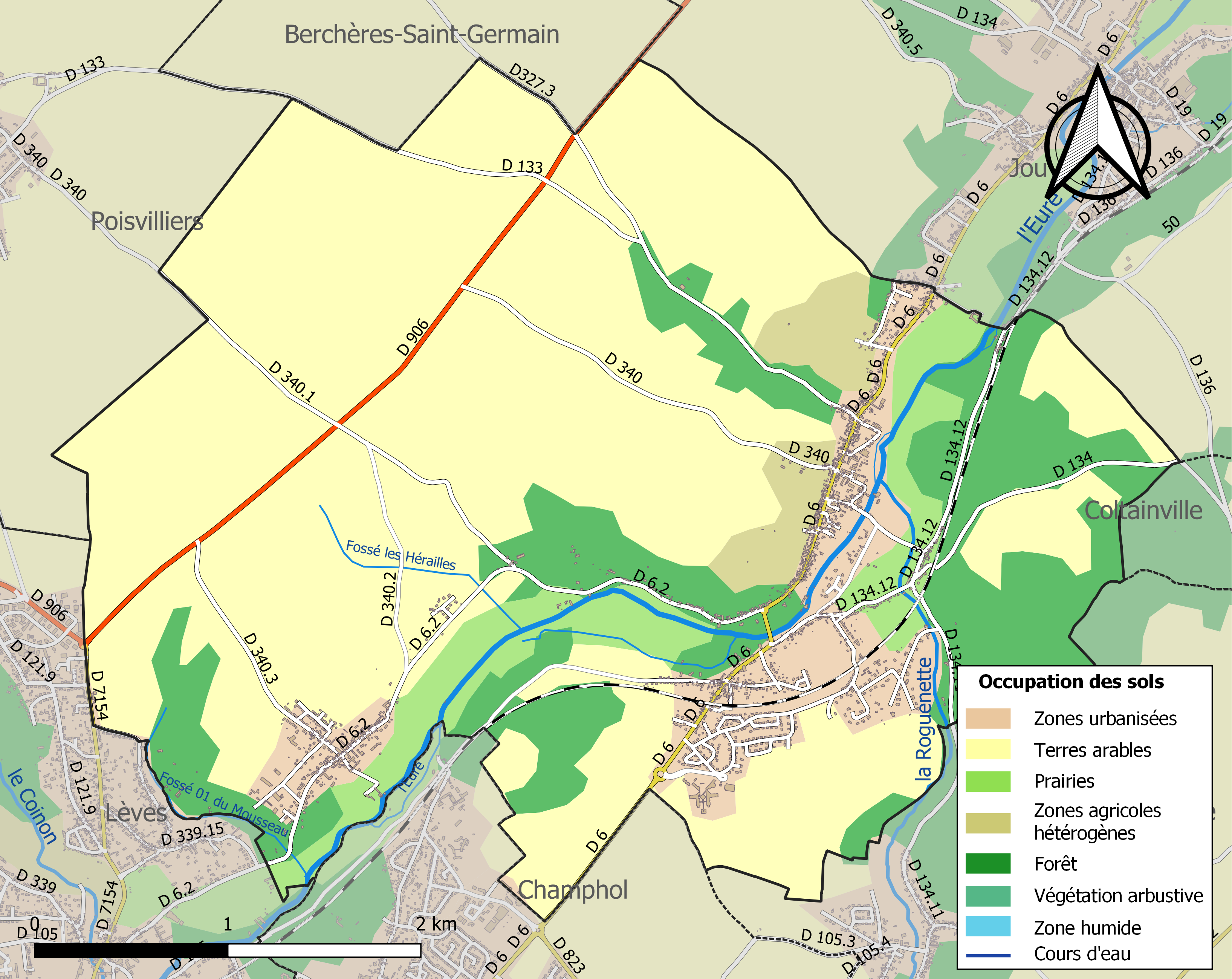
Carte des infrastructures et de l'occupation des sols de la commune en 2018 (CLC).

### Risques majeurs
Le territoire de la commune de Saint-Prest est vulnérable à différents aléas naturels : météorologiques (tempête, orage, neige, grand froid, canicule ou sécheresse), inondations, mouvements de terrains et séisme (sismicité très faible). Il est également exposé à un risque technologique, le transport de matières dangereuses. Un site publié par le BRGM permet d'évaluer simplement et rapidement les risques d'un bien localisé soit par son adresse soit par le numéro de sa parcelle.

#### Risques naturels
Certaines parties du territoire communal sont susceptibles d’être affectées par le risque d’inondation par débordement de cours d'eau et par ruissellement et coulée de boue, notamment l'Eure et la Roguenette. La commune a été reconnue en état de catastrophe naturelle au titre des dommages causés par les inondations et coulées de boue survenues en 1995, 1997, 1999 et 2018,.

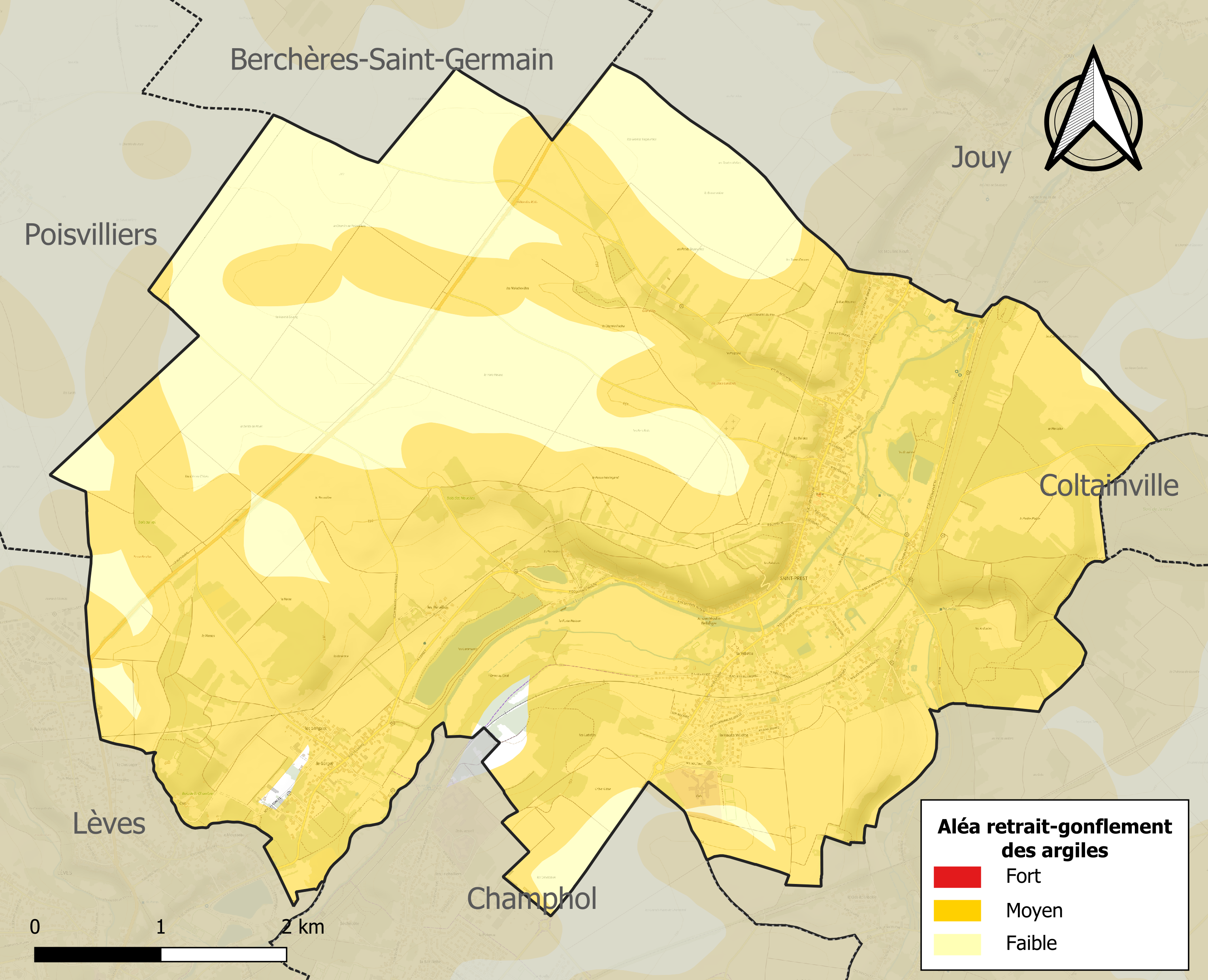
Carte des zones d'aléa retrait-gonflement des sols argileux de Saint-Prest.

Les mouvements de terrains susceptibles de se produire sur la commune sont des affaissements et effondrements liés aux cavités souterraines. L'inventaire national des cavités souterraines permet de localiser celles situées sur la commune.
Le retrait-gonflement des sols argileux est susceptible d'engendrer des dommages importants aux bâtiments en cas d’alternance de périodes de sécheresse et de pluie. 74,8 % de la superficie communale est en aléa moyen ou fort (52,8 % au niveau départemental et 48,5 % au niveau national). Sur les 933 bâtiments dénombrés sur la commune en 2019, 927 sont en aléa moyen ou fort, soit 99 %, à comparer aux 70 % au niveau départemental et 54 % au niveau national. Une cartographie de l'exposition du territoire national au retrait gonflement des sols argileux est disponible sur le site du BRGM,.
Concernant les mouvements de terrains, la commune a été reconnue en état de catastrophe naturelle au titre des dommages causés par la sécheresse en 2018 et par des mouvements de terrain en 1999.

#### Risques technologiques
Le risque de transport de matières dangereuses sur la commune est lié à sa traversée par des infrastructures routières ou ferroviaires importantes ou la présence d'une canalisation de transport d'hydrocarbures. Un accident se produisant sur de telles infrastructures est en effet susceptible d’avoir des effets graves au bâti ou aux personnes jusqu’à 350 m, selon la nature du matériau transporté. Des dispositions d’urbanisme peuvent être préconisées en conséquence.

## Toponymie
Le nom de la localité est attesté sous la forme Sanctus Priscus vers 1130, mais elle s'appelait Saint-Jean-sur-Eure avant le sixième siècle.
Saint-Prest est un hagiotoponyme qui a pour origine le martyr d'Auxerre, saint Prix. Ce nom avait remplacé le précédent quand les restes et reliques concernant plusieurs martyrs sont arrivés, parmi lesquels celles concernant saint Prix ont été les plus honorées, en 528.

## Histoire

### Les origines
L'emplacement de la vallée de l'Eure où se situe actuellement le village est occupé par les hommes depuis de longues années. Les trouvailles d'outils préhistoriques d'époques diverses sont là pour en témoigner. Les vestiges d'un cimetière du très haut Moyen Âge ou de la fin de l'époque gallo-romaine fouillé au XIXe siècle démontrent l'implantation des hommes sur le village.
Avant d'être connue sous le vocable de saint Prest, un martyr local, dont les reliques sont conservées dans son église, la paroisse paraît avoir porté le nom de son second patron, saint Jean-Baptiste, et s'être appelée saint Jean-sur-Eure, mais ce fait ne repose que sur une tradition, car aucun document historique contemporain ne vient le confirmer. Plus tard Saint-Prest fut aussi appelé le Petit Jouarre, à cause des possessions importantes que cette abbaye avait avec les villages de Jouy et Coltainville. Enfin la Révolution donna le nom de Prest-sur-Eure.
En 1123, l'abbaye Notre-Dame de Josaphat, reçoit 1 arpent de terre sur la paroisse

### Patrimoine préhistorique
Le 1er septembre 1848, M. de Boisvillette adresse à la Société géologique de France une lettre faisant état de la découverte de quelques fragments fossiles de mammifères dans une sablière ouverte sur un versant de l'Eure. Il signe, grâce à ce document, la découverte des premiers fossiles de Saint-Prest. Plus tard, à la fin du XIXe siècle, lors de la création de la voie ferrée Paris-Chartres, de nombreux restes de mammouths, d’hippopotames, de rhinocéros et cervidés divers sont découverts. Ces travaux, mettent au jour un gisement paléontologique particulièrement riche, qui témoigne d’un climat chaud voisin du climat inter-tropical actuel.
La carrière qui existait près du village a donné son nom à l'étage géologique quaternaire appelé Saint-Prestien. La collection des fossiles est exposée au Muséum d'Histoire naturelle de Chartres.

### L'incendie du 3 novembre 1803
« Un effroyable incendie s'est manifesté jeudi 11 Brumaire (3 novembre 1803), entre onze heures et midi, dans la commune de Saint-Prest, à une lieue de Chartres. Cent vingt-neuf bâtiments ont été brûlés et trente familles n'ont plus d'autre asile que celui qui leur est offert par la pitié publique.
Le vent qui soufflait du nord avec une extrême violence, a rendu presque nuls les premiers efforts dirigés pour s'opposer au progrès des flammes... Une personne ou deux ont été blessées, mais peu grièvement ; aucune n'a péri. ».
Les habitants des villages voisins se montreront solidaires des sinistrés de Saint-Prest en récoltant des dons à leur profit.

## Politique et administration

### Liste des maires
| Période                                  | Période      | Identité          | Étiquette | Qualité                           |
| ---------------------------------------- | ------------ | ----------------- | --------- | --------------------------------- |
| Les données manquantes sont à compléter. |              |                   |           |                                   |
| mars 1968                                | mars 1977    | Michel Bono       |           |                                   |
| mars 1977                                | mars 1983    | Georges Lutringer |           |                                   |
| mars 1983                                | mars 1989    | Henri Bourdelas   |           |                                   |
| mars 1989                                | octobre 2002 | Pierre Raymondaud | PS        | Retraité                          |
| octobre 2002                             | mars 2008    | François Chagot   | DVG       | Directeur d'institut de formation |
| mars 2008                                | 7 mai 2022   | Jean-Marc Cavet,  |           | Ancien cadre                      |
| 19 mai 2022                              | En cours     | Robert Baldo      |           |                                   |

## Population et société

### Démographie
L'évolution du nombre d'habitants est connue à travers les recensements de la population effectués dans la commune depuis 1793. Pour les communes de moins de 10 000 habitants, une enquête de recensement portant sur toute la population est réalisée tous les cinq ans, les populations de référence des années intermédiaires étant quant à elles estimées par interpolation ou extrapolation. Pour la commune, le premier recensement exhaustif entrant dans le cadre du nouveau dispositif a été réalisé en 2005.

En 2022, la commune comptait 2 119 habitants, en évolution de +6,11 % par rapport à 2016 (Eure-et-Loir : −0,23 %, France hors Mayotte : +2,11 %).
| 1793  | 1800  | 1806  | 1821  | 1831  | 1836  | 1841  | 1846  | 1851  |
| ----- | ----- | ----- | ----- | ----- | ----- | ----- | ----- | ----- |
| 1 060 | 1 222 | 1 206 | 1 187 | 1 087 | 1 135 | 1 126 | 1 184 | 1 148 |

| 1856  | 1861  | 1866  | 1872  | 1876  | 1881 | 1886 | 1891 | 1896  |
| ----- | ----- | ----- | ----- | ----- | ---- | ---- | ---- | ----- |
| 1 125 | 1 131 | 1 101 | 1 004 | 1 007 | 923  | 957  | 943  | 1 004 |

| 1901 | 1906 | 1911 | 1921 | 1926 | 1931 | 1936 | 1946 | 1954 |
| ---- | ---- | ---- | ---- | ---- | ---- | ---- | ---- | ---- |
| 959  | 945  | 980  | 870  | 861  | 848  | 903  | 999  | 972  |

| 1962 | 1968  | 1975  | 1982  | 1990  | 1999  | 2005  | 2006  | 2010  |
| ---- | ----- | ----- | ----- | ----- | ----- | ----- | ----- | ----- |
| 991  | 1 118 | 1 224 | 1 483 | 2 200 | 2 260 | 2 158 | 2 135 | 2 040 |

| 2015  | 2020  | 2022  | - | - | - | - | - | - |
| ----- | ----- | ----- | - | - | - | - | - | - |
| 2 010 | 2 093 | 2 119 | - | - | - | - | - | - |

### Équipements publics
- Services publics :
  - Mairie ;
  - Poste.
- Éducation :
  - Collège Soutine ;
  - École Primaire Jacques-Yves-Cousteau ;
  - École Maternelle Calypso ;
  - 2 restaurants scolaires.
- Culture :
  - Bibliothèque municipale.

### Manifestations culturelles et festivités
- Fête patronale : 2e dimanche d'octobre.
- Fête communale : 1er dimanche de juillet.

## Économie
- Carrières,
- Champignonnières,
- Céréales,
- Conserverie.

## Culture locale et patrimoine

### Lieux et monuments

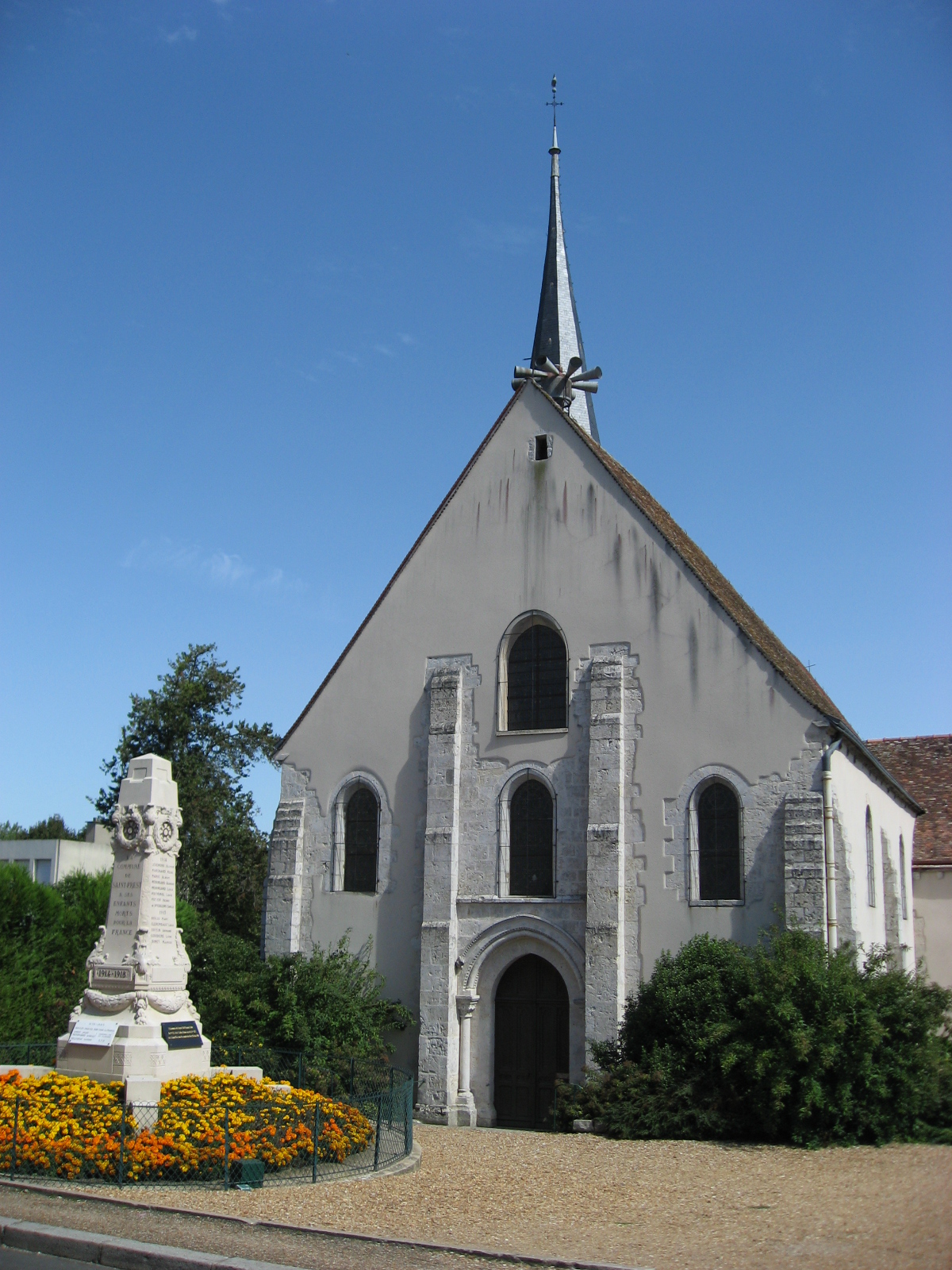
Église Saint-Prest et monument aux morts.

#### Église Saint-Prest
L'église Saint-Prest date des XIIe, XIIIe et XVIe siècles : la partie romane comprend le chœur et la nef ; sous le chœur existe une crypte (ancienne église) restaurée au début du XXe siècle ; la nef s'ouvre par un portail en arc brisé et à colonnettes surmontées de chapiteaux, à l'entrée du chœur les piliers et chapiteaux sont du XIIe siècle ; en contrebas, au sud de la nef se trouve une chapelle du XIIIe siècle ; l'étage bas de la tour du clocher est voûté sur croisée d'ogives et date du XVIe siècle.
L'intérieur de l'église abrite le sarcophage de saint Prest, une Vierge à l'Enfant en pierre du XVIe siècle, des statues, un retable et des boiseries du XVIIIe siècle, du mobilier datant du XIXe siècle et une épitaphe. Les vitraux sont l’œuvre du maître verrier Charles Lorin de Chartres,.

#### Architecture civile
- Château de Saint-Prest ;
- Moulin de La Roche ;
- Moulin de la Forte Maison : certains écrits des archives du diocèse de Chartres mentionnent l'existence de ce moulin dans les années antérieures à 1598. À cette époque, les terres et le moulin appartenaient à l'abbaye de Saint-Père. Plus tard, il fut cédé au comte d'Andragues, seigneur Chartrain. C'était alors la seule propriété de ce genre protégée par des remparts d'où son nom "Forte Maison". Elle était traversée par l'unique chemin carrossable de la vallée de l'Eure et toute personne désirant emprunter ce dernier devait s'acquitter d'une taxe de passage. Ce fut jusqu'en 1950, un grand moulin à farine (blé, orge, avoine) mais également une grande ferme avec plusieurs bâtiments destinés à l'élevage du bétail et des porcs. Son activité s'est alors suspendue pendant plus de dix ans avant d'être restaurée par Jacques Colombier, artisan décorateur ayant travaillé sur plusieurs films de Jean Gabin. Aujourd'hui, le moulin a été reconverti pour accueillir des touristes.

Lieux et monuments de Saint-Prest
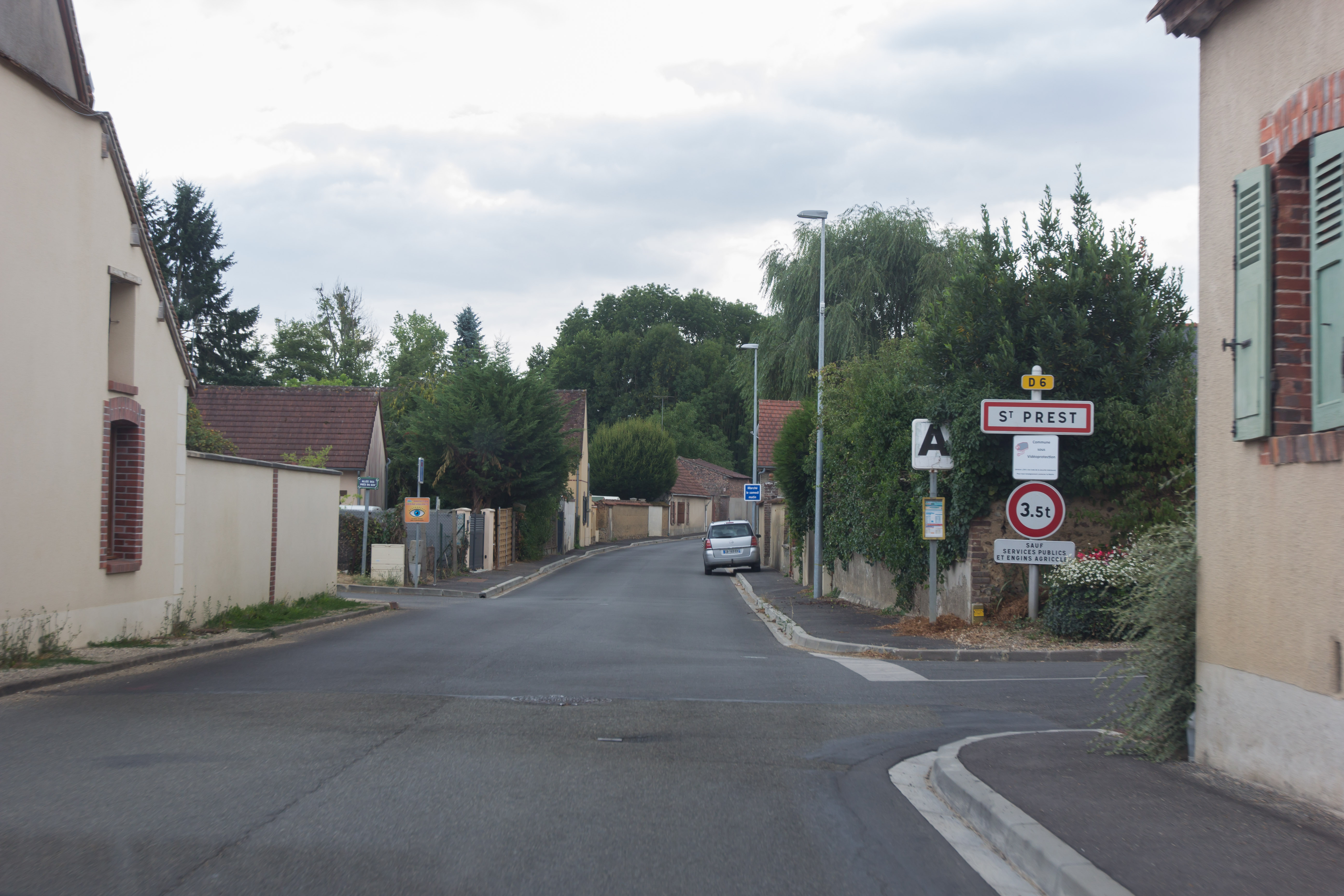
Entrée du village.
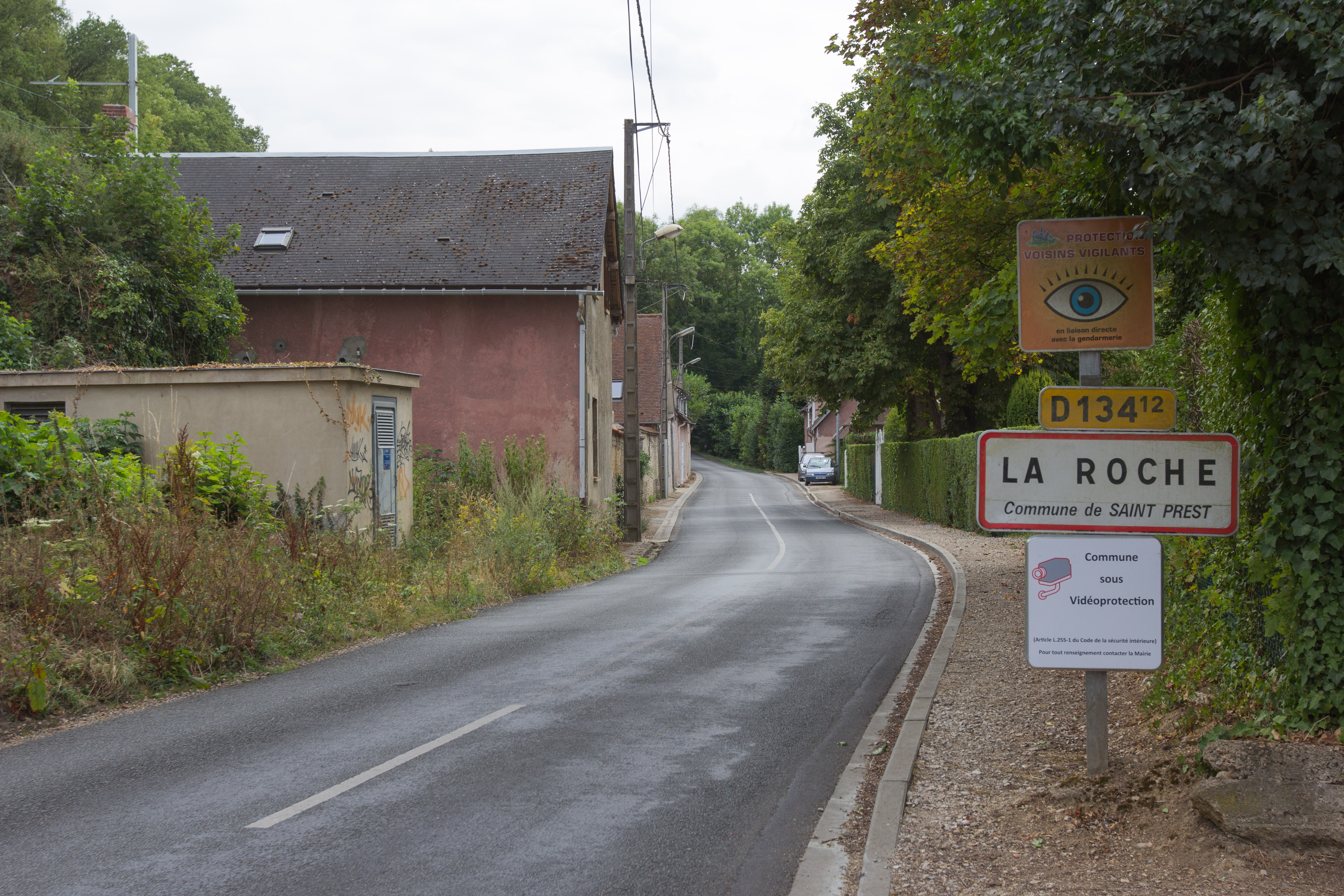
Entrée du hameau de La Roche.
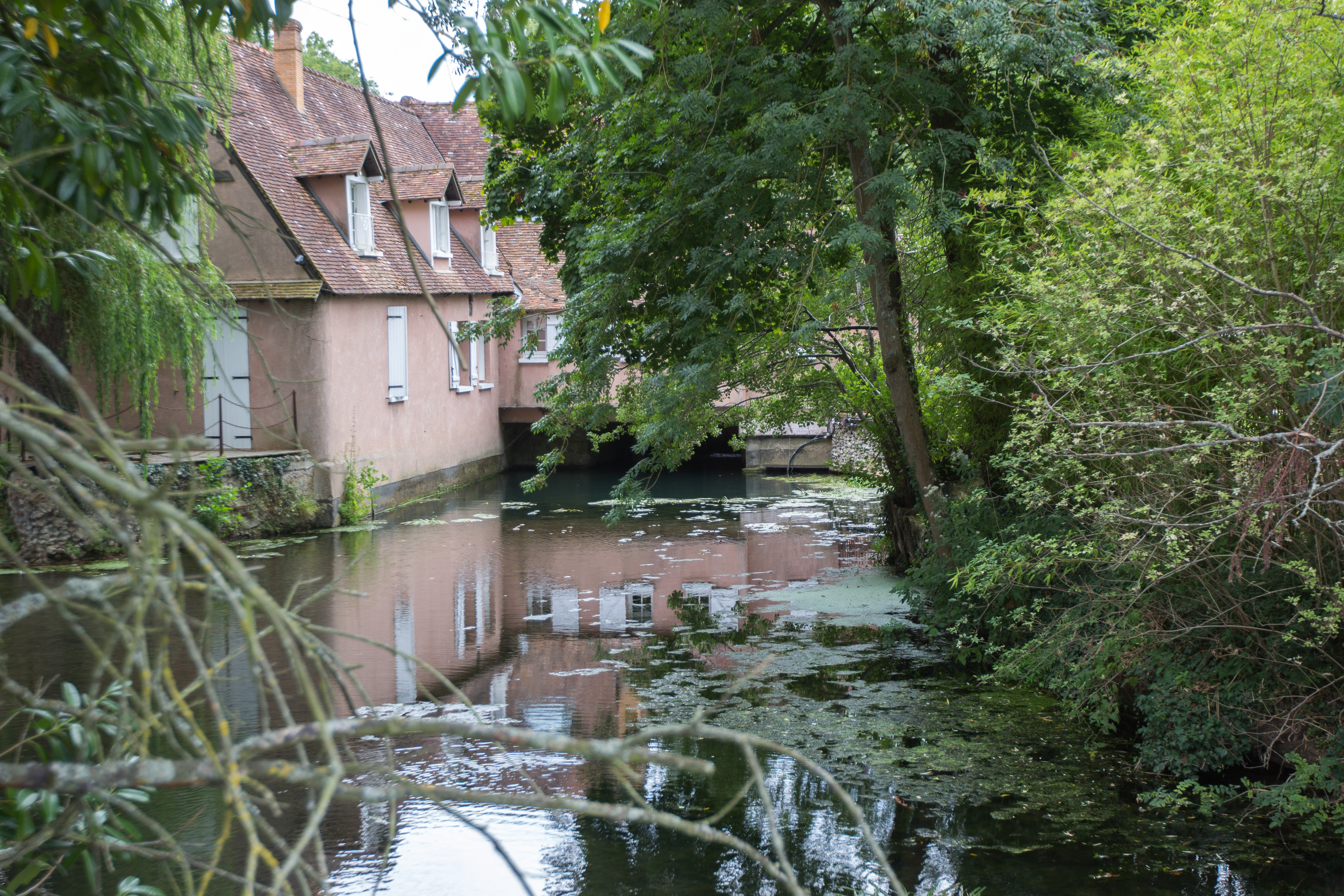
Moulin de la Roche.
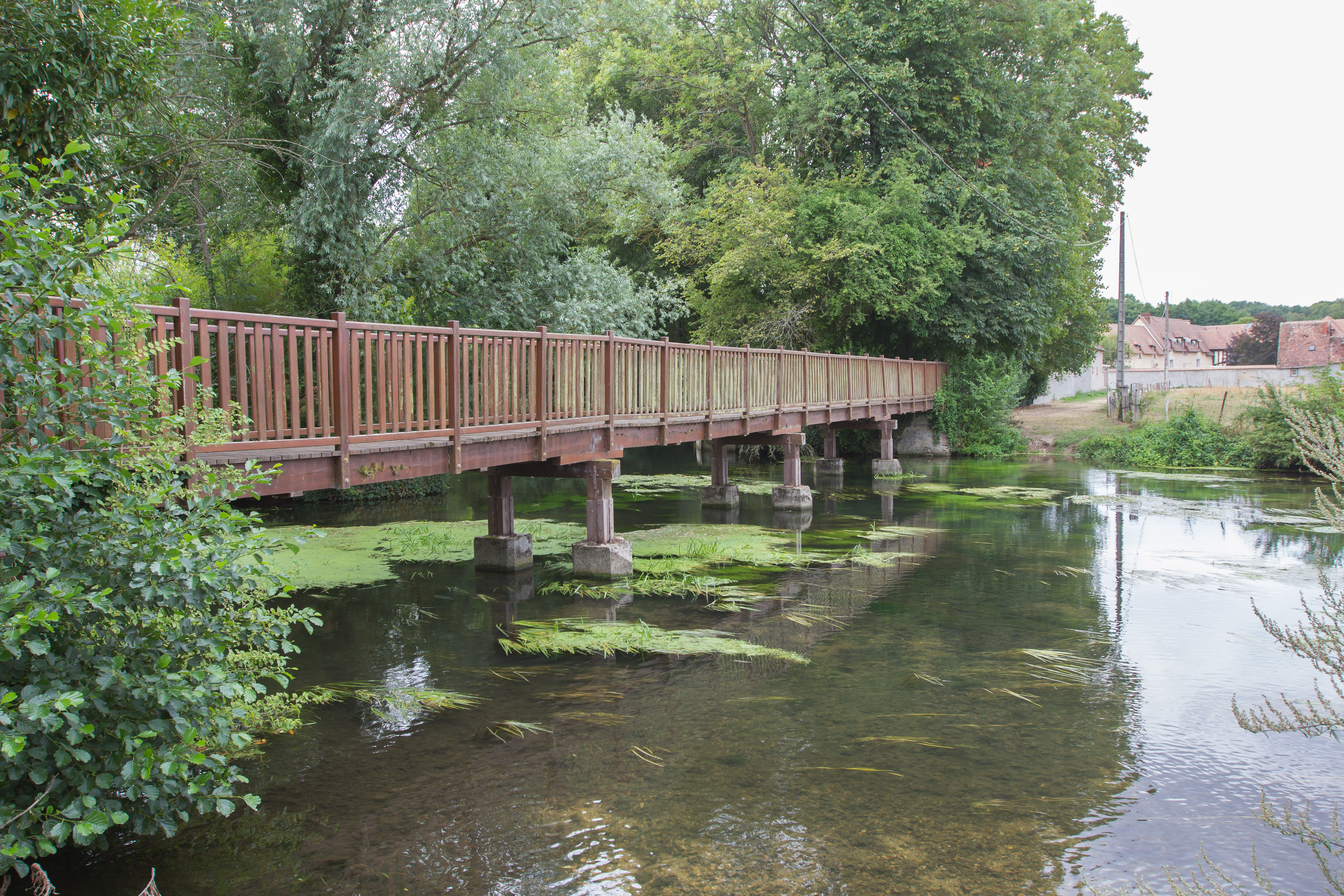
Passerelle sur l'Eure.

### Personnalités liées à la commune

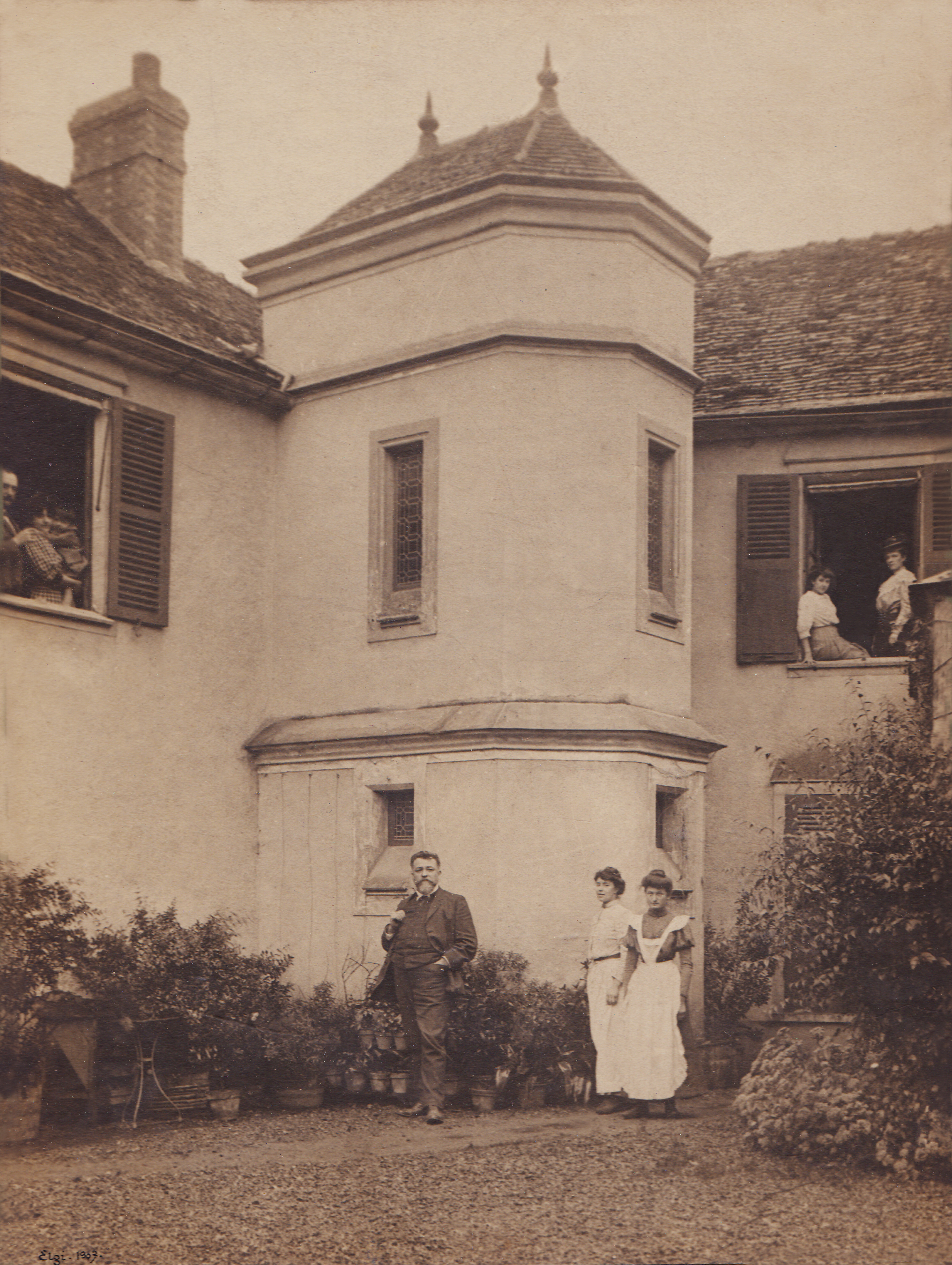
Villa des Roses, Saint-Prest, vers 1910. Au premier plan, Auguste Magistry, père de Madeleine Castaing.

- Madeleine Castaing (1894-1992) a vécu toute son enfance à la Villa des Roses, 30 rue de la République, avec son frère Gérard Magistry.
- Roger Fradet (1927-1978), acteur de cinéma, y est né.